# Rhepoxynius epistomus
Rhepoxynius epistomus är en kräftdjursart som först beskrevs av Robert Alan Shoemaker 1938.  Rhepoxynius epistomus ingår i släktet Rhepoxynius och familjen Phoxocephalidae. Inga underarter finns listade i Catalogue of Life.